# Азиатская шляпа
Азиа́тская шля́па (нонла разг. вьетна́мка) — в наиболее популярном из своих вариантов представляет собой коническую шляпу, однако известны также варианты, в которых вычленена тулья. Предназначена для защиты от солнца и дождя при полевых работах.
Возникла в Восточной и Юго-Восточной Азии (Вьетнам, Китай, Япония и Корея). Шляпы делают из пальмовых листьев, из текстиля (часто встречающийся материал — шёлк), имеется подбородочный ремень. Соломенные шляпы после погружения в воду носятся в качестве импровизированного устройства для охлаждения.
Из-за своей характерной формы она часто используется в изображениях Восточной Азии. При проведении некоторых спортивных мероприятий среди зрителей было модным носить такие головные уборы, особенно раскрашенные в цвета команды или государственные.
В материковой части Китая и на Тайване шляпа называется доули (кит. трад. 斗笠, пиньинь dǒu lì, буквально, шляпа на доу, 10 литров), также лимао (кит. трад. 笠帽, пиньинь lìmào) и чжули (кит. трад. 竹笠, пиньинь zhúlì). В Китае она изготавливается из бамбуковой щепы с зажатой между щепами промасленной бумагой или листьями бамбука.
В Японии она называется сугэгаса (яп. 菅笠, шляпа из осоки) или амигаса (яп. 編み笠, плетёная шляпа).
В Корее называется саткат (삿갓), её в основном носят буддийские монахи.
Во Вьетнаме традиционная шляпа называется нон, она изготавливается из листьев пальмы латании, выдержанных в кипятке и тщательно высушенных. Каркас шляпы изготавливают из прокалённых над огнём прутьев бамбука. В 1980е годы при изготовлении таких шляп начали использовать нейлоновые нити. Конические разновидности шляпы — нонла (nón lá) во Вьетнаме часто разрисовывают или расписывают вручную, в Хюэ на шляпах, называемых нонбайтхо (nón bài thơ), пишут стихи и китайские иероглифы, которые становится видно на просвет.
Во время бомбардировок Демократической Республики Вьетнам авиацией США в середине 1960х годов было установлено, что помимо металлических осколков авиабомб опасность представляют также мелкие вторичные осколки (разбитое оконное стекло, деревянные щепки и др.), для защиты от которых в дополнение к стальным каскам по образцу традиционных широкополых вьетнамских соломенных шляп в ДРВ начали изготавливать более прочные шляпы «му ром», сплетённые из многих слоёв рисовой соломы (выполнявшие функции противоударного шлема и обеспечивавшие некоторый уровень защиты от случайных осколков). После авиаудара по школе в городке Тхудан в провинции Тхайбинь 21 октября 1966 года такими шляпами обеспечивали школьников.